# Cap des Canarilhes
El Cap des Canarilhes és una muntanya de 1.764 metres que es troba al municipi de Canejan, a la comarca de la Vall d'Aran.